# Hernando (Florida)
Hernando és una concentració de població designada pel cens dels Estats Units a l'estat de Florida. Segons el cens del 2000 tenia 8.253 habitants.

## Demografia
Segons el cens del 2000, Hernando tenia 8.253 habitants, 3.730 habitatges, i 2.514 famílies. La densitat de població era de 101,2 habitants/km².
Dels 3.730 habitatges en un 18,5% hi vivien nens de menys de 18 anys, en un 55,8% hi vivien parelles casades, en un 7,8% dones solteres, i en un 32,6% no eren unitats familiars. En el 26,2% dels habitatges hi vivien persones soles el 14% de les quals corresponia a persones de 65 anys o més que vivien soles. El nombre mitjà de persones vivint en cada habitatge era de 2,21 i el nombre mitjà de persones que vivien en cada família era de 2,62.
Per edats la població es repartia de la següent manera: un 17,2% tenia menys de 18 anys, un 4,9% entre 18 i 24, un 20,8% entre 25 i 44, un 29,1% de 45 a 60 i un 28% 65 anys o més.
L'edat mediana era de 51 anys. Per cada 100 dones de 18 o més anys hi havia 94,9 homes.
La renda mediana per habitatge era de 29.121 $ i la renda mediana per família de 35.118 $. Els homes tenien una renda mediana de 26.084 $ mentre que les dones 21.460 $. La renda per capita de la població era de 15.030 $. Entorn de l'11,6% de les famílies i el 15,4% de la població estaven per davall del llindar de pobresa.

## Poblacions properes
El següent diagrama mostra les poblacions més properes.